# 1098 Хаконе
1098 Хаконе (1098 Hakone) — астероїд головного поясу, відкритий 5 вересня 1928 року.
Тіссеранів параметр щодо Юпітера — 3,324.